# Theridion idiotypum
Theridion idiotypum là một loài nhện trong họ Theridiidae.
Loài này thuộc chi Theridion. Theridion idiotypum được William Joseph Rainbow miêu tả năm 1917.